# 00 Schneider – Jagd auf Nihil Baxter
00 Schneider – Jagd auf Nihil Baxter ist Helge Schneiders zweiter Kinofilm und kam 1994 in die Kinos. Er selbst schrieb das Drehbuch sowie die Musik, führte Regie und spielte die Haupt- sowie mehrere Nebenrollen.

## Handlung
Im Zirkus Apollo wird der lustige Clown Bratislav Metulskie tot aufgefunden. Kommissar 00 Schneider, der schon pensioniert ist, wird vom Polizeipräsidenten gebeten, diesen brisanten Fall zu übernehmen. Schneider und sein greiser Assistent Körschgen (Helmut Körschgen) sind bald dem Mörder auf der Spur: Nihil Baxter, ein leidenschaftlicher, etwas durchgedrehter Kunstsammler, der keinerlei soziale Kontakte pflegt.
Der Kommissar ermittelt im Zirkus, wo er den Hinweis erhält, Metulskie habe vor dem Mord sein Auto an Baxter verkauft, und stattet Baxter einen Besuch ab. Dieser möchte sich jedoch mit einem Gemälde, das er angeblich zur Tatzeit (1. April 2002, 10 Uhr morgens) gemalt hat und eine in einem Nebelsee versinkende, schiefe Kirche zeigt, ein falsches Alibi verschaffen. Doch Assistent Körschgen findet schnell heraus, dass die besagte Kirche anders als auf Baxters Bild keine Datumsanzeige hat und Baxters Alibi daher nicht stimmen kann. Als Nihil Baxter nach dem Diebstahl einer Skulptur aus der Arztpraxis von Dr. Hasenbein mit dem Flugzeug nach Rio fliehen will, sind der Kommissar und sein Assistent inkognito mit an Bord und überführen den Verbrecher mit Hilfe des weltbekannten Spürpiloten (Charly Weiss), der Geruchsspuren an Metulskies Steckenpferd als von Baxter stammend identifiziert.

## Entstehung
Seinen zweiten Film hat Helge Schneider als seinen besten bezeichnet. Der Film ist ein buntes Kaleidoskop von Figuren, Szenen und Schauplätzen. Mehr noch als die anderen Schneider-Filme zeichnet sich dieser durch eine lose, oft fast überflüssige Grundhandlung aus, die Schneider mit Vergnügen immer wieder kippt, verdreht oder auch ganz fallen lässt. Eine avantgardistische Sequenz im Neandertal-Museum in Mettmann etwa, die von einer von Schneider selbst eingesungenen Opern-Parodie untermalt wird (Schneider singt hier rückwärts die Bedienungsanleitung eines Uher-Tonbandgerätes), entpuppt sich als ein Traum des Kommissars. Wichtig war Schneider vor allem die Darstellung von Leben und Alltag der Charaktere. Dazu kam seine besondere Art des Drehens: prinzipiell ohne Drehbuch.
Gedreht wurde in Schneiders Heimatstadt Mülheim an der Ruhr und im sonstigen Ruhrgebiet wie in Gelsenkirchen, wo im sogenannten Kesselpark der Zirkus Apollo gastierte.
Mit dem Kommissar bringt Schneider eine Figur auf die Leinwand, die er in seinen Kriminalromanen entwickelt und bereits in Texas – Doc Snyder hält die Welt in Atem eingeführt hatte. Ein wichtiges Stil-Merkmal der Romane ist die ins Absurde übersteigerte Darstellung von Gewalt, die im Film in dieser Form nicht umgesetzt wurde. Doch auch diesem 00 Schneider wohnt eine latente Willkür und Brutalität inne, wenn er etwa den Roller eines kleinen Jungen zerstört. Eine Szene, in der er sich einen Kampf mit Nihil Baxter liefert, schaffte es nicht in die Endfassung des Films.
Schneider ist im Film gleich in vier Rollen zu sehen: als Kommissar 00 Schneider, als Verbrecher Nihil Baxter, als Hobbychirurg Dr. Hasenbein und als Popstar Johnny Flash, was den teilweise komplizierten Einsatz von Doubles erforderlich machte. Schneider wählte mit Absicht ein Double, das ihm nicht ähnlich sah. Eine Szene mit dem Kommissar, Körschgen und Nihil Baxter im selben Raum wurde zur drehtechnischen Herausforderung, als zusätzlich auch noch Körschgen wegen Krankheit ausfiel.
Weitere Doppelrollen haben Andreas Kunze (als Frau Kommissar 00 Schneider und als Tiger im Zirkus) und Thomas Busch (als Sekretärin und Double von Helge Schneider).
Bei den im Film verwendeten Autos handelt es sich um einen Jaguar E-Type, einen Peugeot 404 und einen Triumph TR3.

## Kritiken
„Ein neuerlicher Versuch des Anti-Entertainers Helge Schneider, seine höchst zweifelhaften Talente auf der Leinwand zu demonstrieren, diversen Laien Gelegenheit zu abstrusen Auftritten zu geben und nebenbei gegen alle Regeln des Filmhandwerks zu verstoßen. Die ‚Kunst‘ des Dilettierens erreicht neue Höhen respektive Tiefen - eher eine Verweigerung als ein Film.“

„Wer hier von Dilettieren spricht, darf nicht übersehen, daß die Leichtigkeit, die das Produkt 00 Schneider versprüht, nur durch absolute Verinnerlichung dessen, was den Film als Ausdrucksmedium definiert, möglich ist. Helge wurde einmal gefragt, ob man denn Meisterschaft auf einem Instrument erlangt haben muß, um derart falsch zu spielen, wie er dies gerne tut. Die Antwort ist klar und betrachtet man die unzähligen No-Budget-Amateurfilme, die versuchen, Witzigkeit durch aufgesetzte Schlechtigkeit zu erlangen, wird klar, daß es eine klare Grenze zwischen gutem Quatsch und blankem Schrott gibt.“

## Fortsetzung
Ein weiterer 00-Schneider-Film von Helge Schneider mit dem Titel 00 Schneider – Im Wendekreis der Eidechse wurde im Herbst 2012 gedreht. Er kam am 10. Oktober 2013 in die deutschen Kinos.